# Calceolariaceae
Calceolariaceae Raf. ex Olmstead, 2001 è una famiglia di piante angiosperme appartenenti all'ordine delle Lamiales.

## Etimologia
Il nome della famiglia deriva dal suo genere più importante (Calceolaria L.) che a sua volta l'etimologia può essere ricercata nel vocabolo latino "calceolus" (= pantofola o ciabatta) e fa riferimento alla particolare forma (conformazione a sacca) dei fiori di alcune specie di questo genere; ma anche nel nome e in onore del farmacista e botanico veronese Fr. Calzolaris (latinizzato in Calceolarius) che visse nella seconda metà del secolo XVI (1521 - 1600).
Il nome scientifico della famiglia è stato definito dall'erudito e botanico autodidatta Constantine Samuel Rafinesque (1783-1840); perfezionato in seguito dal botanico contemporaneo Richard Glenn Olmstead (1951-) nella pubblicazione "American Journal of Botany. Lancaster, PA - 88(2): 357 (2001)" del 2001.

## Descrizione

### Portamento

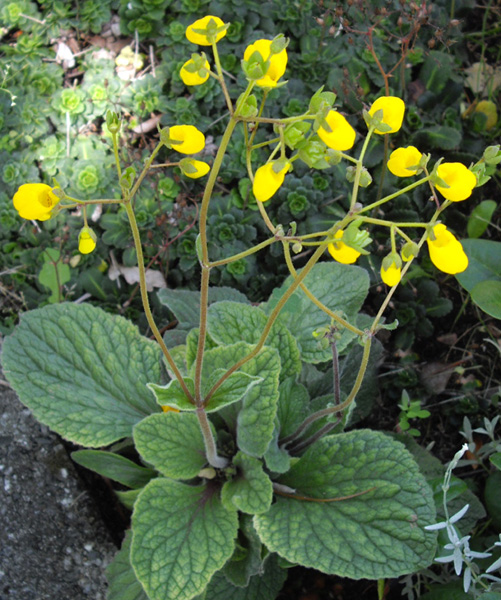
Il portamento
Calceolaria andina

Il portamento delle specie di questa famiglia è arbustivo (cespugli di piccole dimensioni) o erbaceo. La superficie può presentarsi da ghiandolare-pubescente a densamente villosa. L'altezza massima che possono raggiungere queste piante è di 50 cm (massimo 1 m per le specie arbustive).

I fusti hanno un portamento da eretto a ascendente con sezioni arrotondate. In alcune specie sono prostrati (Jovellana).

### Foglie

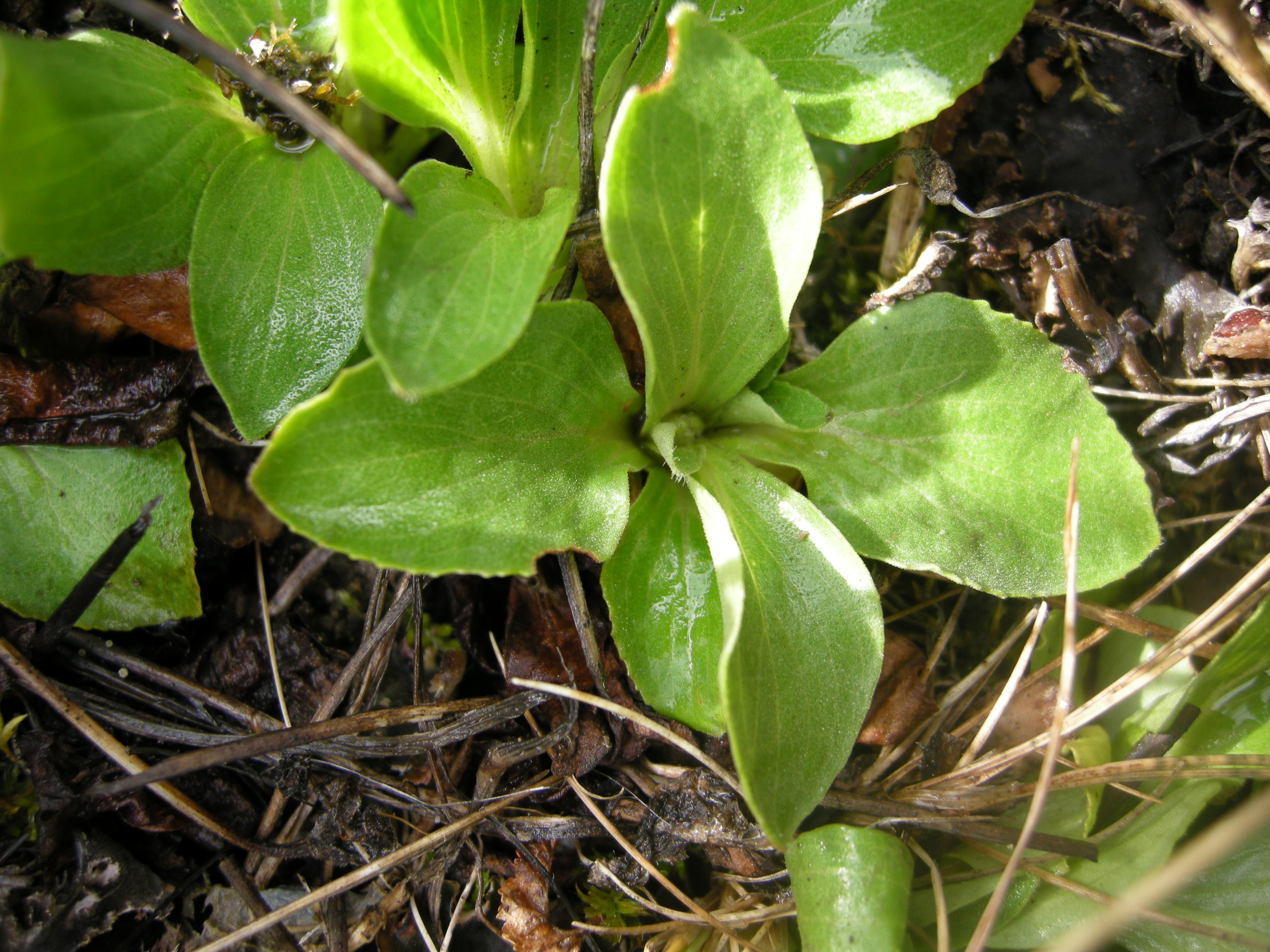
Le foglie
Calceolaria uniflora

Le foglie lungo il caule sono disposte in modo opposto o verticillato. Sono presenti anche rosette basali. Le foglie sono sessili oppure da subsessili a picciolate. La lamina ha delle forme da lineari-lanceolate a ovoidi-orbicolari, con apici acuminati o ottusi. Il contorno può essere intero, oppure da pennatifido a pennatosetto con margini interi, oppure da dentati a crenati. La superficie a volte è rugosa o un po' tomentosa.

### Infiorescenza

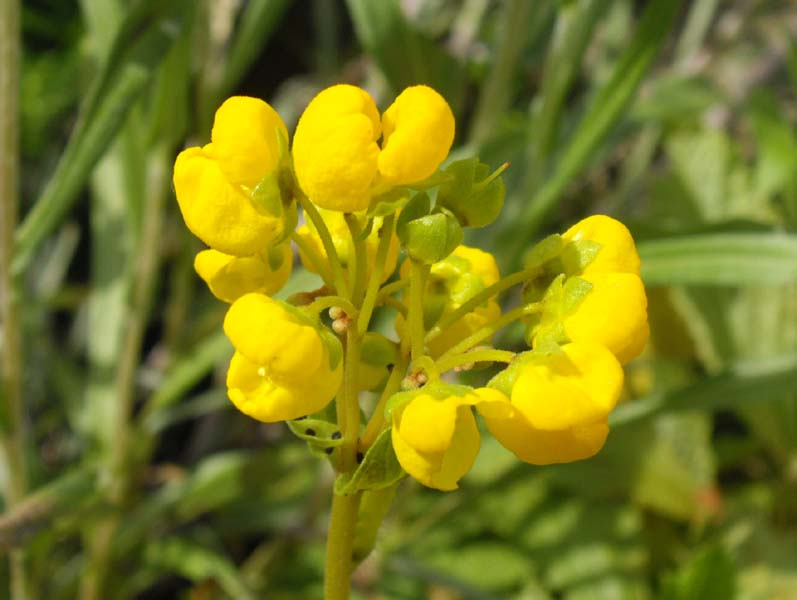
Infiorescenza
Calceolaria corymbosa

Le infiorescenze sono tirsoidi con fiori accoppiati. I fiori sono distintamente pedicellati.

### Fiori

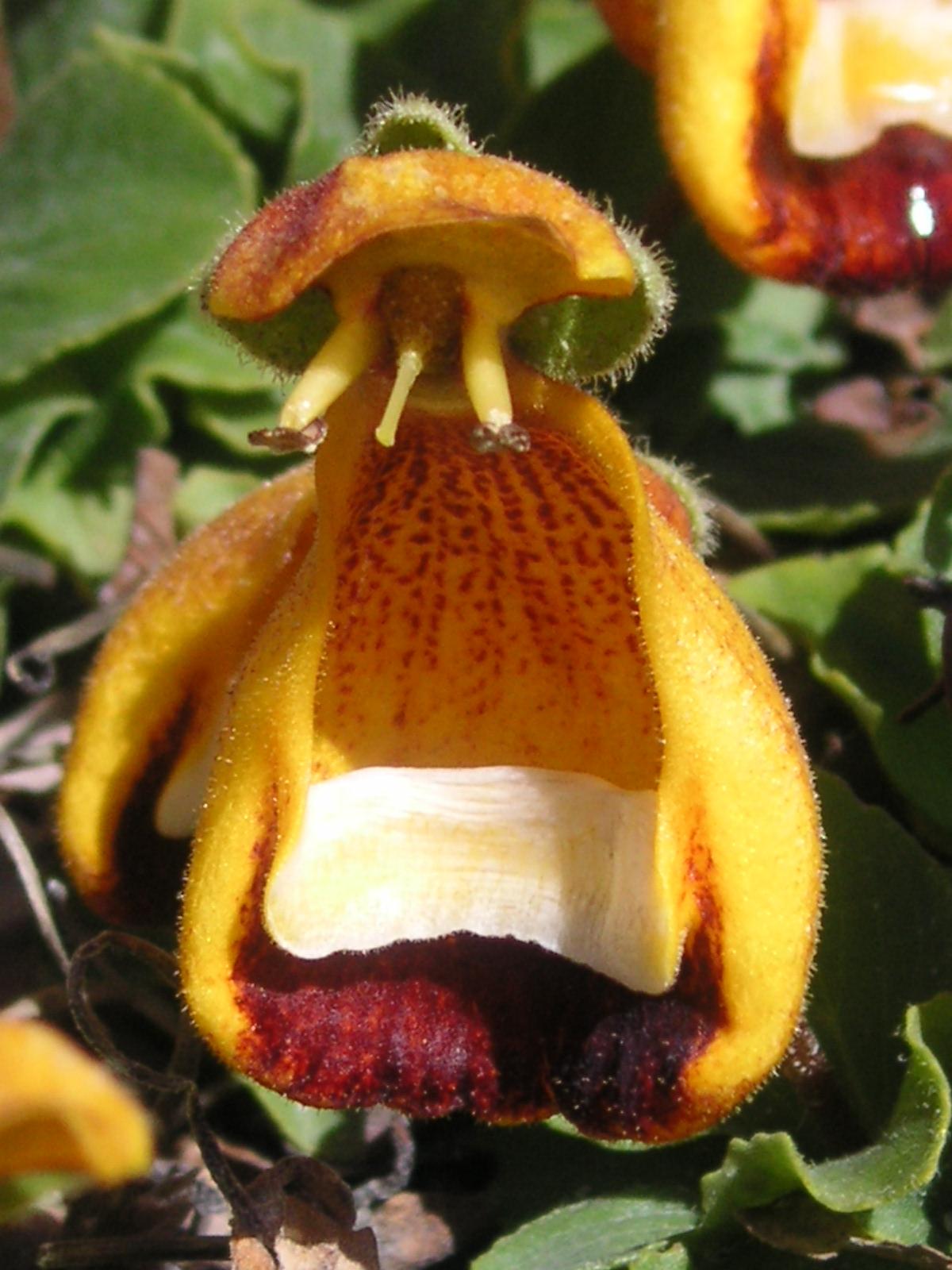
Il fiore
Calceolaria uniflora

I fiori sono ermafroditi, zigomorfi e tetraciclici (ossia formati da 4 verticilli: calice– corolla – androceo – gineceo) e tetrameri (ogni verticillo ha più o meno 4 elementi). In genere i fiori di questa famiglia sono colorati vistosamente.
- Formula fiorale:

X, K (4), [C (2 + 2), A (2/3)], G (2), supero, capsula
- Il calice, gamosepalo, ha generalmente 4 denti connati con forme da tubulose a campanulate.

- La corolla, gamopetala, ha un corto tubo con due labbra (corolla bilabiata); il labbro superiore, ascendente, è più o meno incappucciato (normalmente più piccolo di quello inferiore) con margini interi o appena crenati; il labbro inferiore ha la forma di una scarpa o di una sacca più o meno gonfia (in Jovellana il labbro inferiore non è rigonfio ma protruso con un portamento patente) oppure può essere simile ad una sacca aperta obliquamente e arrotondata al basso. Internamente è provvista di tricomi di tipo nettario (secernano oli e lipidi come ricompensa per gli insetti impollinatori). Il colore della corolla è gialla, rossa o viola con varie sfumature.

- L'androceo è formata da 2 (o 3 in Calceolaria trianda) stami inclusi con antere ricurve e separate all'apice. Non sono presenti staminoidi.

- Il gineceo ha un ovario con forme da ovoidi a globose, supero (o semi-inferiore[2]) e bicarpellare (biloculare). Lo stilo, unico, ha delle forme da capitate a debolmente bilobate. Gli ovuli hanno 1-2 strati intermedi di tegumento.

### Frutti
I frutti sono delle capsule con deiscenza setticida (parallelamente al setto) o anche loculicida. I semi sono numerosi. L'endosperma dei semi maturi è solcato longitudinalmente.

## Biologia
La riproduzione di queste piante avviene per impollinazione entomogama.
I semi cadendo a terra sono successivamente dispersi soprattutto da insetti tipo formiche (mirmecoria).

## Distribuzione e habitat
La distribuzione delle specie di questa famiglia è soprattutto relativa al Centro e Sud America. In particolare il genere Calceolaria è distribuito principalmente nelle Ande (dal Messico alla Terra del Fuoco), mentre il genere Jovellana si trova nel Cile e Nuova Zelanda. In Ecuador 29 specie arbustive sono state segnalate fino a 2400 m s.l.m. di altitudine. In Europa queste specie sono presenti solamente nei giardini e nelle serre. Calceolaria pinnata L. è segnalata subspontanea nell'isola di Malta. Calceolaria tripartita Ruiz &Pav. è presente nelle Isole Azzorre e Isole Canarie ma è considerata una specie esotica introdotta-naturalizzata.

## Tassonomia
La famiglia Calceolariaceae è relativamente di recente costituzione, infatti inizialmente tutte le sue specie sono state poste dal botanico francese Antoine-Laurent de Jussieu (1748 – 1836)  all'interno della famiglia Scrophulariaceae. Le Calceolariaceae appartengono all'ordine delle Lamiales. All'interno delle labiate (il clado con corolla bilabiata) la famiglia di questa voce, insieme alle famiglie Gesneriaceae e Plantaginaceae, potrebbero rappresentare, da un punto di vista evolutivo, una linea precocemente divergente.

### Generi
La famiglia si compone di due generi e circa 270 specie:
- Calceolaria L., 1770 (269 specie)
- Jovellana Ruiz. & Pav., 1798 (4 spp.)

### Filogenesi
Recenti studi di tipo filogenetico hanno revisionato la famiglia Scrophulariaceae. La tribù Calceolarieae è risultata avere un carattere filogenetico distintivo (è inoltre fortemente monofiletica) e quindi è stata elevata a rango di famiglia (Calceolariaceae). In particolare i due generi della famiglia (Calceolaria e Jovellana) sono stati trovati in posizione "gruppo fratello" del resto delle Scrophulariace s.l. (ma anche della maggioranza delle altre famiglie delle Lamiales). Questo gruppo si distingue per la presenza di due soli stami nell'androceo e per la corolla a due lobi. Inoltre Calceolaria è uno dei pochi generi ad avere delle ghiandole produttrici di olio (lipidi raccolti dalle api) nella corolla.
In seguito altri studi sulla morfologia e sullo sviluppo di 12 specie della famiglia realizzati tramite microscopia elettronica a scansione hanno evidenziato modelli di sviluppo simili nell'organo iniziale: il calice tetramero; mentre le due labbra della corolla crescono successivamente come creste meristematiche separate (si fondono successivamente con i primordi dei due stami). In questo studio si è dimostrato che il perianzio delle Calceolarieae è derivato da una condizione iniziale tetramera e non pentamera come tradizionalmente si è sempre creduto. In definitiva le prove molecolari ora sono supportate anche da caratteristiche morfologiche/sviluppo dei fiori di questa recente famiglia.
Inizialmente la famiglia veniva descritta con tre generi (il terzo genere era il monotipo Poroditta G. Don), ma ulteriori esami di tipo filogenetico del gene del cloroplasto e altre regioni nucleari hanno evidenziato una profonda nidificazione di questo genere all'interno di Calceolaria per cui è stato ridotto a sinonimia sotto quest'ultimo genere. Altre ricerche hanno stabilito che il genere Jovellana è sicuramente più primitivo del genere Calceolaria: a questo riguardo è indicativa la più semplice struttura delle labbra della corolla.

## Usi
In Europa (e in Italia) numerose specie di questa famiglia sono coltivate a scopo ornamentale. La specie Calceolaria hybrida Hort. corrisponde ad un gruppo molto numeroso di cultivar. La specie Calceolaria pinnata L. è stata introdotta nei giardini europei, dal Perù, alla fine del 1700.